# Гильдон
Гильдон (лат. Gildo) — древнеримский военачальник и предводитель сепаратистского движения в римской Африке конца IV века.

## Биография
Гильдон был сыном царя Мавретании Нубеля и братом узурпатора Фирма.
Во время восстания своего брата Фирма против римского владычества Гильдон перешел на сторону римлян, которые после победы передали ему имения убитого брата и власть над мавританскими племенами Западной Кабилии (375 год). В 385 году император Феодосий I назначил Гильдона комитом Африки, подчинив ему также и римские войска, расквартированные в африканских провинциях. Однако новый комит сразу же начал проводить собственную политику, направленную на обретение самостоятельности Африки от Римской империи. В своих действиях Гильдон опирался на крупных землевладельцев, по крайней мере на тех, кто был недоволен властью империи, и донатистскую церковь (его ближайшим соратником был епископ Тимгада Оптат). Во время борьбы Феодосия с Магном Максимом (388 год), последний получал хлеб из Африки. Зато во время войны с Евгением (392—394 годы) Гильдон сначала отказал императору в военной помощи, потом — задерживал выплату налогов, а после смерти Феодосия в 395 году вообще прекратил поставки зерна в Италию. Чтобы предоставить легальную формы своим сепаратистским действиям, мятежный комит пытался объявить Африку частью Восточной Римской империи, надеясь, что подчинение Константинополю будет чисто формальным. В то же время Гильдон чеканил монету с изображением императора Западной империи Гонория.
Став фактическим правителем Африки, Гильдон взялся за перераспределение земельной собственности. Земли, принадлежавшие императору и владельцам, которые жили за пределами Африки, были конфискованы. Часть их перешла в руки самого Гильдона, другие раздавались или продавались его сторонникам, что только укрепило отношения узурпатора с местными магнатами, особенно с бизаценскими. Зато оппозиция новой власти опиралась на муниципальные круга Карфагена и других провинциальных городов.
Перспектива голода заставила власти Западной Римской империи перейти к решительным действиям. Сенат объявил Гильдона «врагом римского народа», а регент Флавий Стилихон в 398 году направил в Африку войско, во главе которого встал брат комита Масцезель, который до этого бежал в Италию. Не чувствуя себя уверенно в урбанизированной Зевгитане, Гильдон отступил в Бизацену. Для решающей битвы была выбрана местность под Аммедарою. Однако мавретанские отряды, не дожидаясь её начала, перешли на сторону Масцезеля, и Гильдон вынужден был спасаться бегством в Табарку, откуда он пытался уплыть на восток. Но неблагоприятный ветер не позволил ему сделать это сразу, и местные жители захватили узурпатора в плен. Поняв, что у него нет выхода, Гильдон покончил с собой.